# Amerikaanse presidentsverkiezingen 1928
De Amerikaanse presidentsverkiezingen van 1928 werden gehouden op 6 november 1928. Herbert Hoover werd gekozen als 31e president van de Verenigde Staten. Hoover was aan de macht toen het met de Amerikaanse economie niet goed ging, de mensen verwachtten dat hij dit zou oplossen. Hoover vond dat de overheid moest wachten tot de economie zich vanzelf herstelde. Maar de economie herstelde zich niet, en Hoovers Republikeinse partij kreeg de schuld.

## Presidentskandidaten

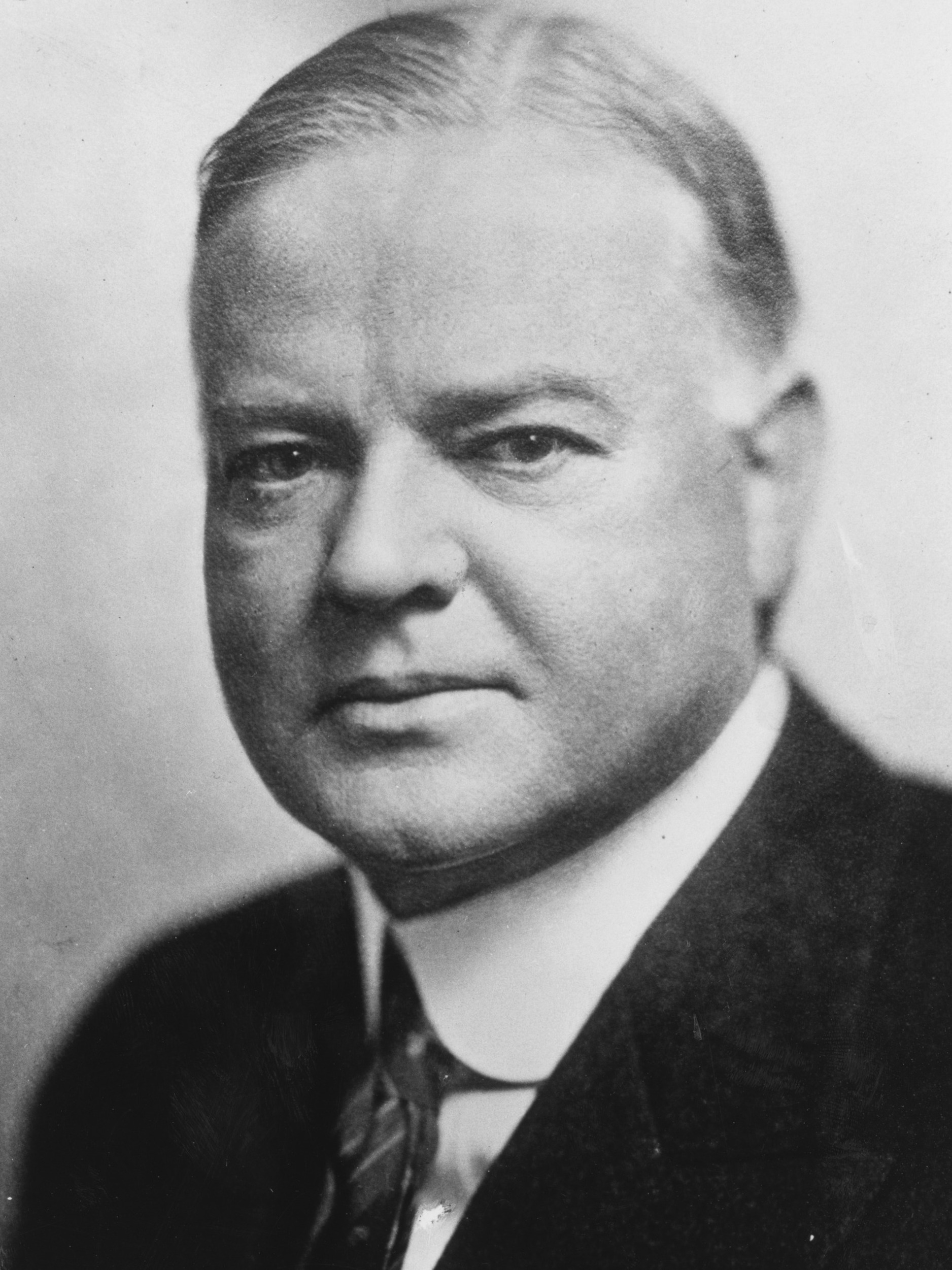
Voormalig Minister van Economische Zaken Herbert Hoover uit Californië Republikeinse Partij
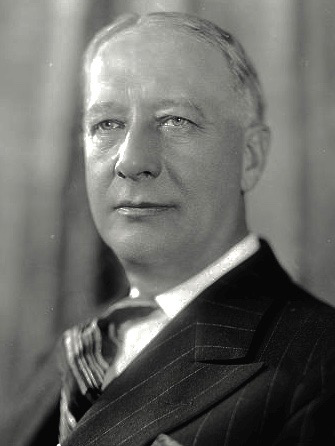
Gouverneur Al Smith uit New York Democratische Partij

- Voormalig 
 Minister van 
 Economische Zaken 
 Herbert Hoover 
 uit Californië 
 Republikeinse Partij
- Gouverneur 
 Al Smith 
 uit New York 
 Democratische Partij

### Vicepresidentskandidaten

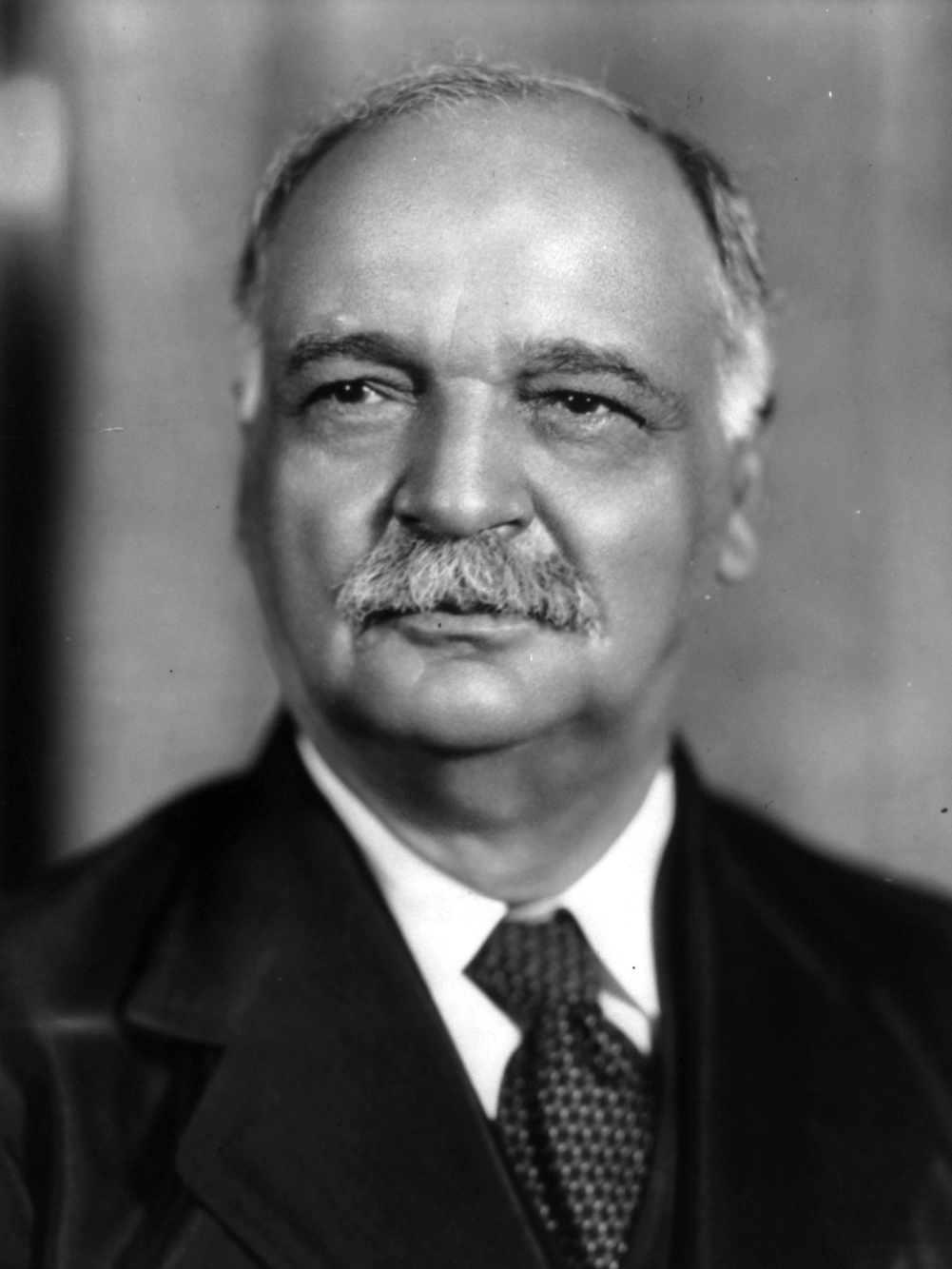
Senator Charles Curtis uit Kansas Republikeinse Partij
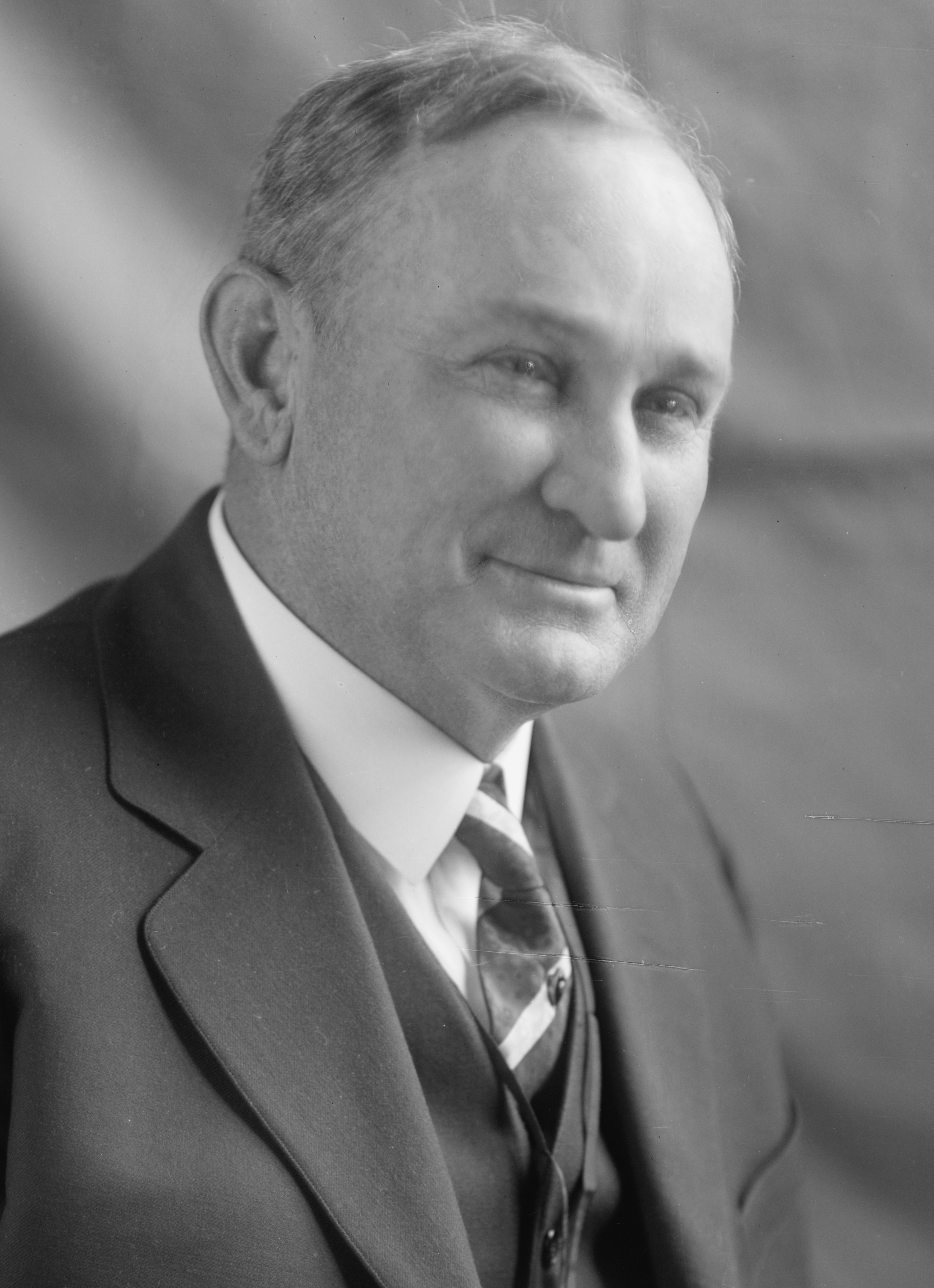
Senator Joe Robinson uit Arkansas Democratische Partij

## Uitslag
| Naam            | Herbert Hoover       | Al Smith             |
| Partij          | Republikeinse Partij | Democratische Partij |
| Thuisstaat      | Californië           | New York             |
| Running mate    | Charles Curtis       | Joe Robinson         |
| Kiesmannen      | 444                  | 87                   |
| Gewonnen staten | 40                   | 8                    |
| Aantal stemmen  | 21,427,123           | 15,015,464           |
| Percentage      | 58.2%                | 40.8%                |